# やぐフェス
やぐフェス(YAGUFES)は、矢口真里が総合プロデュースするアイドルフェス、またAbemaTVが生配信する番組である。

## 概要
AmebaTV「矢口真里の火曜TheNIGHT」（水曜1:00 - 3:00〈火曜深夜〉）番組内の企画「矢口認定アイドルを探せ！」を発端に、番組出演アイドルグループ（個人を含む）を集めたライブフェス開催を2017年7月12日配信分で発表。のちに12月3日開催を正式発表した。
番組内で「矢口が気に入った」と思うアイドルがメジャーアーティストから地下アイドルまで一堂に会すのが特徴で、矢口自身も毎年ソロ曲を披露。コラボステージと題したステージでは矢口自身が他のアイドルに混ざり歌唱するほか、モーニング娘。時代の楽曲を混成ユニットで歌唱している。
原則観客によるダイブ、モッシュなどの行為は禁止。演出上、出演タイムテーブルは事前発表していない。

## 第1回（2017年）

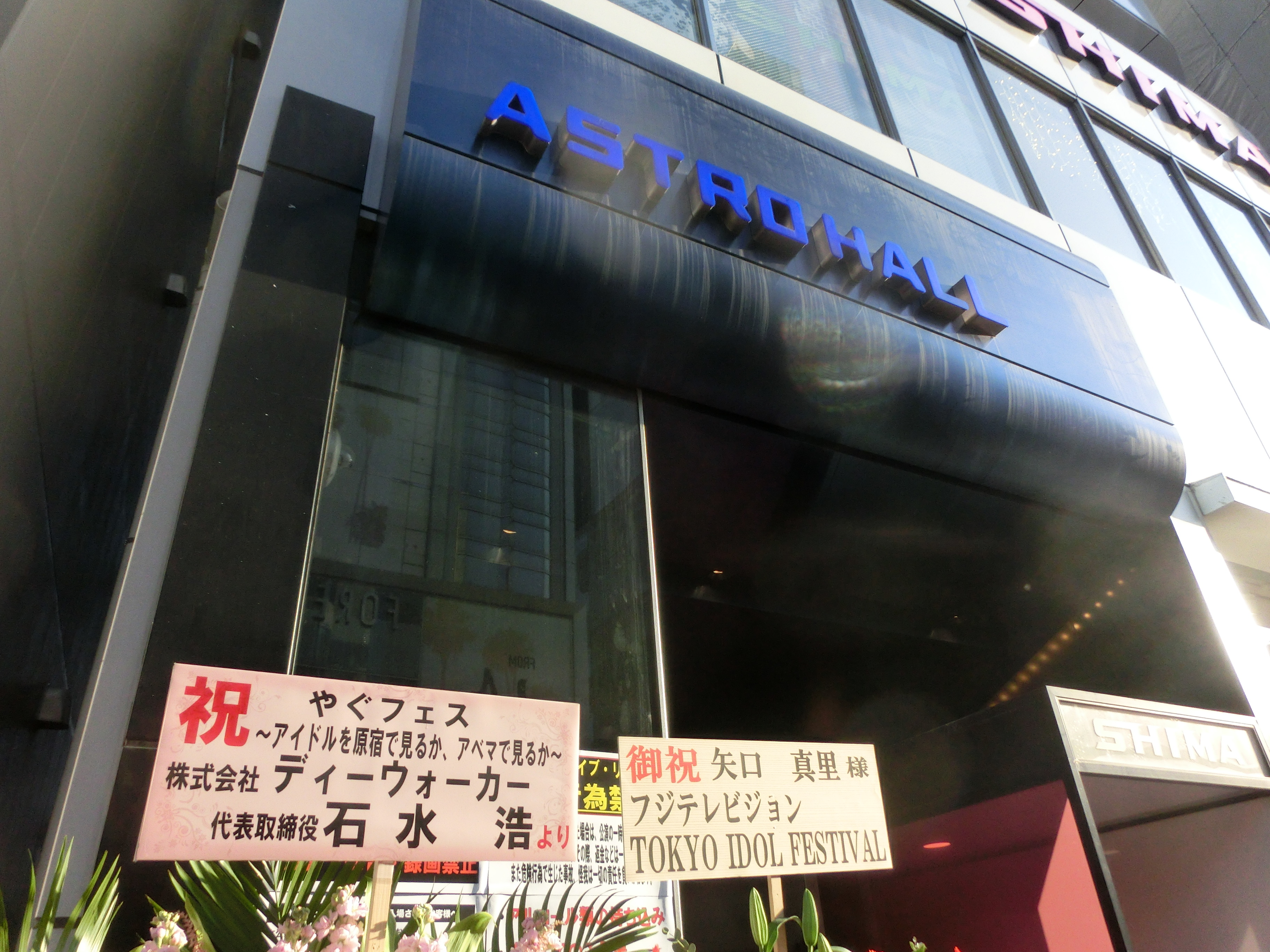
会場となった原宿アストロホール

「やぐフェス〜アイドルを原宿で見るか、アベマで見るか〜」として2017年12月3日、原宿アストロホールにて開催。「正統派アイドル」がテーマのWHITEステージ、「個性的なアイドル」がテーマのBLACKステージに時間を分けて開催された。
矢口真里は両ステージに出演し、新垣隆作曲の新曲『光と影』を披露した。
AmebaTVでは同日14時から20時までライブ会場および物販会場となる表参道 YMスクエア2階・ワーキングホリデー・コネクションから6時間の生配信を行った。
番組では今ライブが「第1回」とされ、「第2回」開催も予告された。

### 出演
- 総合プロデュース：矢口真里
- MC：岡野陽一[6]
- サブMC：朝日奈央

| ステージ      | 出演者 |
| ------------- | --- |
| BLACKステージ | - 朝日奈央×東京おとめ太鼓 - ベッド・イン - 椎名ぴかりん - チャオ ベッラ チンクエッティ - 吉川友 - フェッティーズ - BiS - ドリームハート - せのしすたぁ               |
| WHITEステージ | - 大阪☆春夏秋冬 - lyrical school - sora tob sakana - SKE48 - 堀川杏美、八重樫琴美（ともにChubbiness） - 大桃子サンライズ(バンドじゃないもん!) - 小桃音まい(桃色革命) |

## 第2回（2018年）

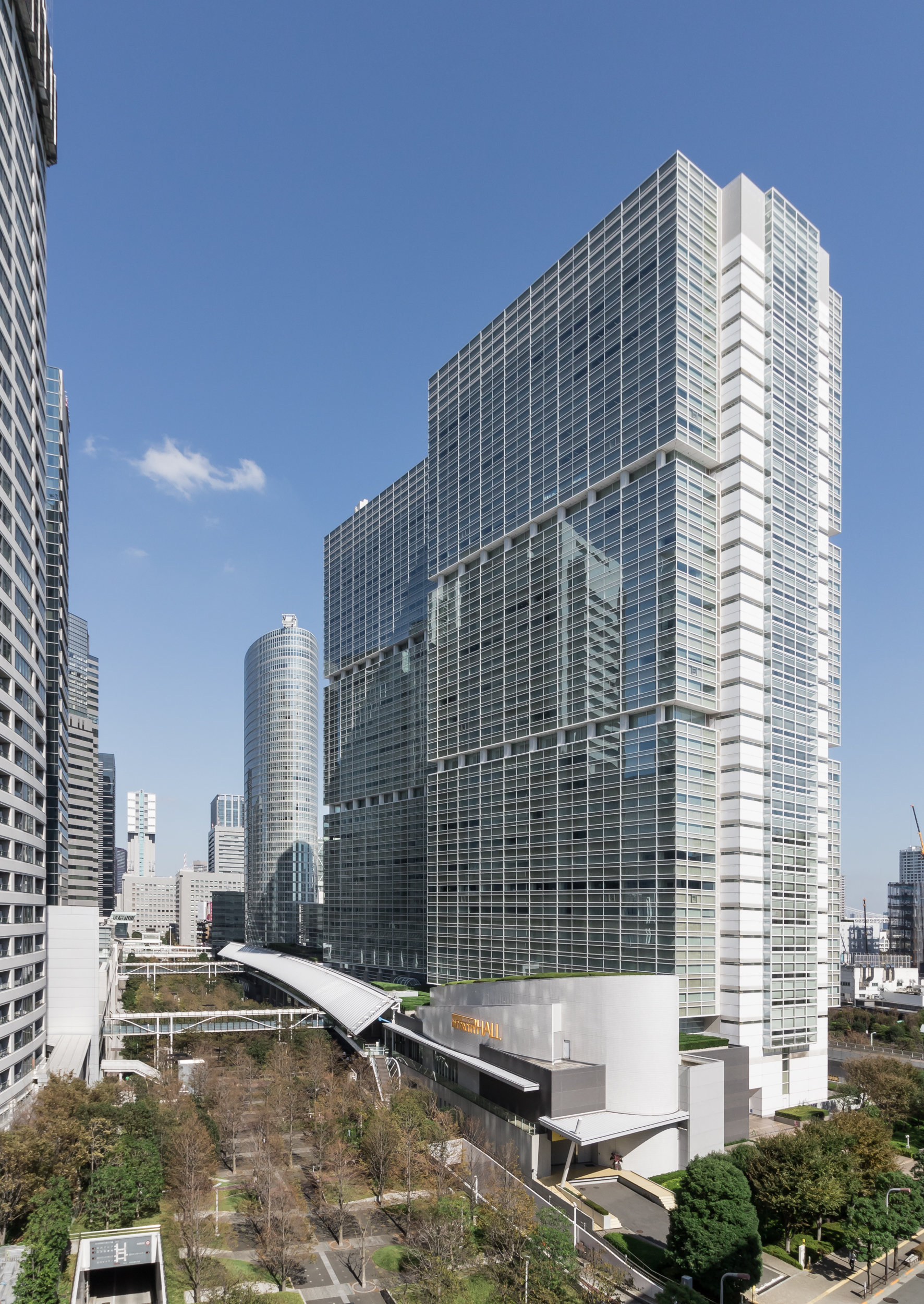
会場となった品川インターシティホール

「やぐフェス2018～黒と白の交わる場所～」として2018年12月2日、品川インターシティホールで開催。
「矢口真里の火曜TheNIGHT」2018年10月3日配信回で開催を発表。前回土壇場で出演の決まった岡野陽一が第一弾出演者として発表された。
24日配信で前年同様「正統派アイドル」がテーマのWHITE、「個性的なアイドル」がテーマのBLACKに分けること、二部構成であること、ステージ出演者第一弾が発表された。AbemaTVでは7時間の特別生中継番組として編成される。
矢口は大森靖子書き下ろしの新曲「白いHeLLO gOOdbye」を初披露した。

### 出演
- 総合プロデュース：矢口真里
- MC：岡野陽一
- ナレーション、中継担当：瀧山あかね[13]
- 斉藤真木子（SKE48）[14]

| ステージ | 出演者 |
| -------- | --- |
| 第1部    | - 朝日奈央×酒井瞳×lyrical school - 保田圭（サプライズゲスト） - ときめき宣伝部 - LADYBABY - APOKALIPPPS - Task have Fun - 佐々木彩夏（ももいろクローバーZ ） - 八重樫琴美、堀川杏美（ともにChubbiness） - 佐藤遥、田崎礼奈（ともにnotall） - MAX（サプライズゲスト） |
| 第2部    | - わーすた×爆乳戦隊パイレンジャー（手島優） - 劇場版ゴキゲン帝国 - 大阪☆春夏秋冬 - フルーティー - 藤田恵名 - SKE48 - hy4_4yh - 小桃音まい（桃色革命） - 桜瀬もえ（さくらシンデレラ） - DJ KOO（サプライズDJ）                                                        |

## ピンクThe NIGHT（2019年）
2019年12月は矢口の育児のため開催を休止。代行公演として12月4日に深夜の大人フェス『矢口真里のピンクThe NIGHT』を開催。会場は渋谷CLUB VIZEL。入場チケットは応援ギフト1000コイン先着制。平日深夜開催ということで生配信終了後も始発時間まで会場を使用。過去のやぐフェス映像を上映した。

### 出演
- 総合プロデュース、MC：矢口真里
- アシスタント：岡野陽一、手島優

| 出演者 |
| --- |
| - NYouTuber（手島優） - 矢口真里+手島優+岡野陽一（ラムのラブソング） - マシュマロ3d+ - フェッティーズ - 僕らは嘘つき - 藤田恵名 |